# 2025 год в литературе

## События

### Мероприятия
- 23 января—5 февраля — Каирская международная книжная ярмарка.
- 5 февраля — День Рунеберга (вручение ежегодной литературной премии).
- 10—18 февраля — Международная книжная ярмарка в Нью-Дели[вд].
- 12—22 февраля — международная книжная ярмарка в Гаване (La feria internacional del libro de La Habana).
- 11—13 марта — Лондонская книжная ярмарка[англ.].
- 12—15 марта — 32-я Минская международная книжная выставка-ярмарка[вд].
- 21 марта — Всемирный день поэзии.
- 27—30 марта — Лейпцигская книжная ярмарка.
- 11—13 апреля — Парижский книжный салон[вд].
- 23 апреля — Всемирный день книг и авторского права.
- 26 апреля — XIV «Всеросийская международная акция Библионочь» (главная тема акции — «Свои герои», посвященная Году защитника Отечества и 80-летию Великой Победы).
- 22—25 мая — XX Санкт-Петербургский международный книжный салон.
- 23—25 мая — 40-й Литературно-фольклорный праздник «Шолоховская весна».
- 4—7 июня — XΙ книжный фестиваль «Красная площадь».
- 18—22 июня — Пекинская международная книжная ярмарка[вд].
- 20—22 июня — «Книжный маяк», Гатчина.
- 17—20 июля — фестиваль «Книжный маяк Выборга».
- 3—7 сентября — Московская международная книжная выставка-ярмарка.
- 6—8 сентября — VII Ереванский книжный фестиваль.
- 12—14 сентября — книжный фестиваль в Благовещенске «Берег».
- 14—16 сентября — межрегиональная книжная ярмарка «Книжная Сибирь», Новосибирск.
- 25—27 сентября — межрегиональный фестиваль национальной книги «Читающий мир», Рязань.
- сентября — Будапештский международный книжный фестиваль.
- сентября — Эр-Риядская международная книжная ярмарка.
- 1—7 октября — XI Бакинская международная книжная выставка[вд].
- 3—5 октября — Международная книжная ярмарка в Турку.
- 3—5 октября — книжный фестиваль «Тарки-Тау», Махачкала.
- 10—12 октября — всероссийский фестиваль «Книжный маяк Санкт-Петербурга».
- 15—19 октября — 77-я Франкфуртская книжная ярмарка.
- 23—26 октября — Хельсинкская книжная ярмарка.
- 25 октября—2 ноября — Белградская международная книжная ярмарка[вд].
- ноябрь — международная ярмарка «Книга Душанбе».

### Юбилеи
- 14 января — 100-летие со дня рождения Юкио Мисима, японского поэта.
- 20 января — 100-летие со дня рождения Эрнесто Карденаля.
- 20 января — 100-летие со дня рождения Ойгена Гомрингера.
- 1 февраля — 100-летие со дня рождения Альфреда Гроссера.
- 4 февраля — 100-летие со дня рождения Рассела Хобана.
- 6 февраля — 100-летие со дня рождения Прамудьи Ананты Тура.
- 22 февраля — 100-летие со дня рождения Эдварда Гори.
- 24 февраля — 100-летие со дня рождения Этели Аднан.
- 10 марта — 100-летие со дня рождения Манолиса Анагностакиса.
- 12 марта — 100-летие со дня рождения Гарри Гаррисона.
- 21 марта — 100-летие со дня рождения Питера Брука.
- 25 марта — 100-летие со дня рождения Фланнери О’Коннор.
- 11 мая — 100-летие со дня рождения Рубена Фонсека.
- 30 июня — 100-летие со дня рождения Филиппа Жакоте.
- 19 июля — 100-летие со дня рождения Жан-Пьера Фэй.
- 26 июля — 100-летие со дня рождения Аны Марии Матуте.
- 1 августа — 100-летие со дня рождения Эрнста Яндль.
- 6 сентября — 100-летие со дня рождения Андреа Камиллери.
- 3 октября — 130-летие со дня рождения Сергея Есенина.
- 3 октября — 100-летие со дня рождения Гора Видала.

## Умершие писатели и сценаристы

### Январь
- 1 января — Дэвид Лодж, английский писатель, 89 лет.
- 17 января — Мартин Поллак, австрийский писатель, 80 лет.
- 22 января — Майкл Лонгли, североирландский поэт, 85 лет.

### Февраль
- 9 февраля — Том Роббинс, американский писатель, 92 года.
- 17 февраля — Антонин Майе, канадская писательница, 95 лет.

### Март
- 14 марта — Даг Солстад, норвежский прозаик, 83 года.

### Апрель
- 13 апреля — Марио Варгас Льоса, перуанский прозаик, 89 лет.

### Май
- 28 мая — Нгуги Ва Тхионго, кенийский писатель, 87 лет.

### Июнь
- 9 июня — Фредерик Форсайт, английский писатель, 86 лет.